# 高森町立高森中学校 (熊本県)
高森町立高森中学校（たかもりちょうりつたかもりちゅうがっこう）は、熊本県阿蘇郡高森町高森にある公立の中学校。

## 概要
歴史
1947年（昭和22年）の学制改革により、新制中学校として創立。当初は高森町と隣村の色見村の学校組合により運営されていたが、1955年（昭和30年）に色見村が高森町に合併したことで、現校名となる。2022年（令和4年）に創立75周年を迎えた。
校訓
「礼節・自学・健康」
校章
校歌
作詞は山口白陽、作曲は岩津勝治による。歌詞は3番まであり、3番の歌詞中に校名の「高森中学」が登場する。
通学区域
高森町立高森中央小学校区。

## 沿革
- 1947年（昭和22年）
  - 4月22日 - 学制改革により、新制中学校「高森町色見村組合立高森中学校」が創立。
    - 初代校長に梅野健夫が着任。
    - 当初、高森町立高森小学校の校舎を間借りして使用を開始。
    - 高森町立高森小学校、色見村立色見小学校、色見村立上色見小学校を通学区域とする。

  - 5月 - 校友会（生徒会）が発足。
- 1949年（昭和24年）11月 - 新校舎（第一校舎）が完成。
- 1951年（昭和26年）
  - 3月 - 第二校舎が完成。
  - 11月 - 第三校舎が完成。
- 1952年（昭和27年）11月 - 高森町色見村中学校組合教育事務委員会が発足。
- 1953年（昭和28年）6月 - 大豪雨のため、校舎の一部が傾斜。
- 1954年（昭和29年）7月 - 第一校舎災害復旧工事が完了。
- 1955年（昭和30年）4月1日 - 色見村が高森町を合併し、「高森町立高森中学校」（現校名）と改称。
- 1959年（昭和34年）
  - 7月 - 熊本県立高森高等学校敷地の北側への移転が決定。
  - 8月 - 第一・二校舎の補修工事が完了。
- 1961年（昭和36年）4月 - 新校舎（第一期・第二期工事）が完成し、1年生のみ移転。旧校舎を分室として2・3年生を収容。
- 1962年（昭和37年）
  - 2月 - 新校舎（第三期工事、鉄筋コンクリート造3階建て本館）が完成し、2・3年生を収容。旧校舎を小学校へ移管し、小学校との併設を解消。
  - 11月 - 技術室が完成。
- 1964年（昭和39年）4月 - 体育館が完成。
- 1966年（昭和41年）7月 - プールが完成。
- 1971年（昭和46年）
  - 4月 - クラブ育友会が発足。
  - 8月 - 台風により、体育館の屋根が崩壊。
  - 9月 - 体育館復旧工事が完了。
- 1972年（昭和47年）
  - 2月 - 今度は大雪で体育館の屋根（パラペット）が落下。
  - 7月 - 体育館復旧工事が完了。
- 1975年（昭和50年）
  - 2月 - 中庭造園が完了。高森線トンネルの工事により断水し、自衛隊の給水により給食を実施。
  - 5月 - 剣道場が完成。
- 1977年（昭和52年）9月 - 運動部室が完成。
- 1991年（平成3年）3月 - 新体育館が完成。
- 1992年（平成4年）4月 - 給食を給食センターからの配送方式に変更。
- 2002年（平成14年）3月 - 新校舎（本館）が完成。
- 2003年（平成15年）4月 - 新校舎（特別教室棟）が完成。
- 2005年（平成17年）3月 - 屋内プールが完成。

## 交通アクセス
最寄りの鉄道駅
- 南阿蘇鉄道 高森線 「高森駅」

最寄りのバス停留所
- 九州産交バス「高森中学校」停留所

最寄りの幹線道路
- 国道325号
- 熊本県道177号高森停車場線

## 周辺
- 熊本県立高森高等学校
- 高森郵便局
- 肥後銀行高森支店